# アイソン彗星
アイソン彗星（アイソンすいせい、ISON）とは、彗星の1つである。彗星の命名規則による仮符号はC/2012 S1。

## 発見
アイソン彗星は2012年9月21日にキスロヴォツク天文台 (Kislovodsk Observatory) にてヴィタリー・ネフスキー (Vitaly Nevsky) とアルチョム・ノヴィチョノク (Artem Novichonok) によって発見された。名前は発見者が所属しているチーム、国際科学光学ネットワーク (International Scientific Optical Network, ISON) に因む。発見時は視等級が19等級程度の極めて暗い天体として発見されたが、地球から約10億km程度離れた木星周回軌道付近にある点を考慮すると、非常に明るい彗星であった。

## 近日点通過前後の予測

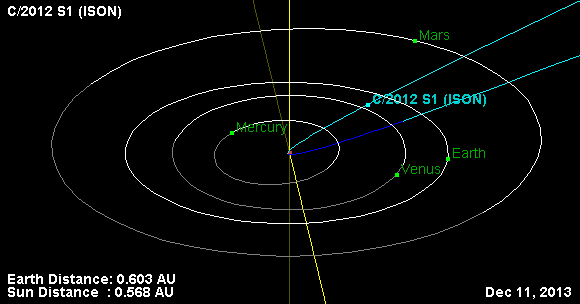
アイソン彗星の軌道。天体の位置は2013年12月11日におけるもの。

アイソン彗星は、近日点距離が187万km (0.0125AU) しかない、極めて太陽に接近するサングレーザーである。これは太陽の表面からたった117万kmである。また、史上最も明るくなった1680年の大彗星と呼ばれるキルヒ彗星 (C/1680 V1) と軌道が似ており、これに匹敵するか超える明るさとして期待され、2013年の11月からは肉眼で見える明るさとなり、近日点通過前後の11月28日には、視等級がマイナスになり、金星や満月の明るさを超える大彗星になる可能性もあると言われていた。。一方で、1973年のコホーテク彗星のように、予測の通りに明るくならない可能性も指摘されていた。

## 観測

### 近日点通過まで

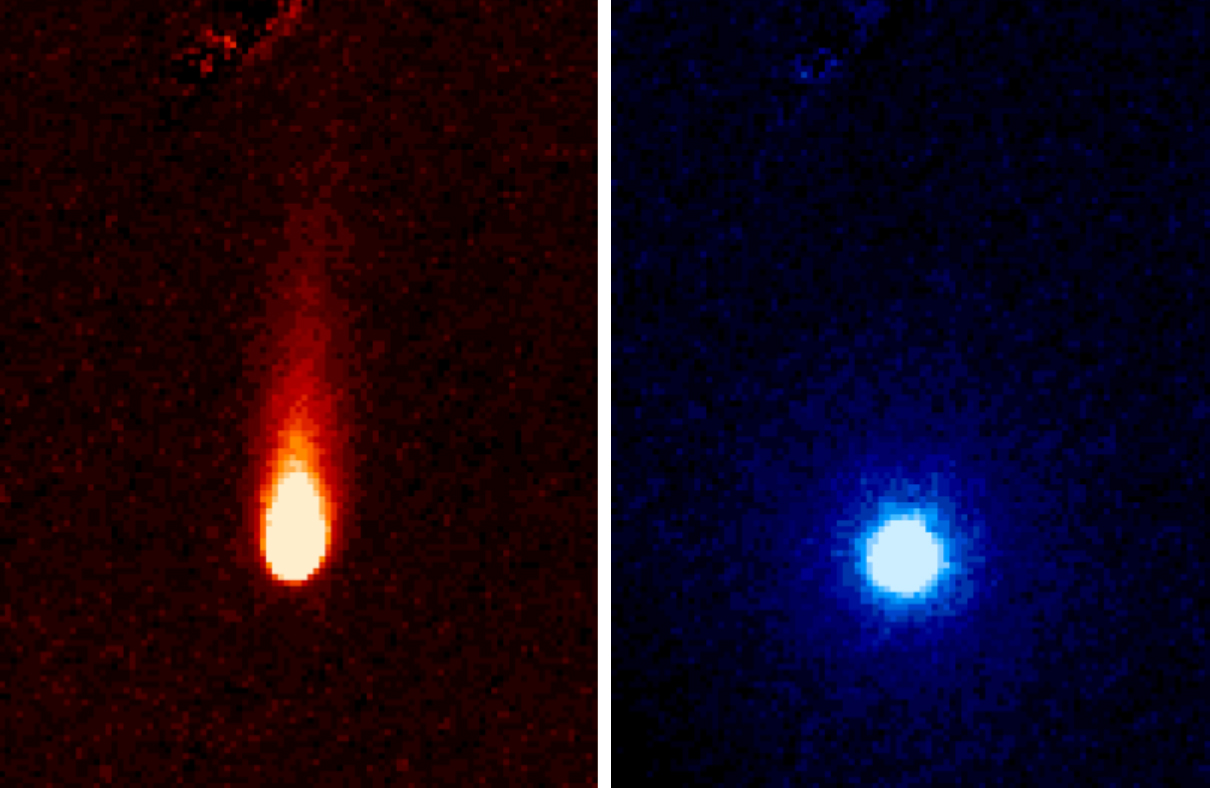
2013年6月13日にスピッツァー宇宙望遠鏡によって撮影されたアイソン彗星。

2013年1月17日から18日の36時間にかけて、NASAの彗星探査機エポキシが、7億9300万km (5.29AU) 離れた位置からアイソン彗星を撮影した。この時点でアイソン彗星は太陽から7億6300万km (5.08AU) と、木星軌道より少し内側にある程度の距離であるが、アイソン彗星の尾はすでに6万4400km以上の長さとなっていることが確認された。
2013年6月13日には、スピッツァー宇宙望遠鏡がアイソン彗星を撮影し、約30万kmの長さに伸びているダストテイルを観測した。また、二酸化炭素を主成分にすると推定されているガスの放出も確認されている。この時点において1日あたりガスを約1000トン、ダストを約5万4000トン放出していると推定されている。
11月16日に、京都産業大学の研究チームはすばる望遠鏡の可視光高分散分光器でアイソン彗星のスペクトルを観測した。観測の結果、ナトリウム原子の輝線に富む事が判明した。普通、ナトリウム原子は核から蒸発した塵に由来すると考えられているが、観測当初は塵の反射光が少なかったため、その由来は謎である。

### 近日点通過と崩壊
11月28日、NASAは、アイソン彗星が太陽へ最接近した際に消滅したとみられると発表した。2760度まで達するとされる高温による内部の蒸気圧、太陽の重力による潮汐力で核が崩壊、蒸発したと考えられている。しかし翌日になって、NASAは彗星の一部が生き残っている可能性があると発表した。先の発表後に太陽観測衛星によって撮影された映像に再び映し出されたためである。ただし、その明るさは最接近前に比べると大幅に暗くなっていた。12月2日、NASAは、「単なる破片か彗星核の残りかは不明だが、太陽最接近後に何かが再出現した事は明らかである」としつつ、「現時点では塵しか残っていないと思われる」との見解を発表した。
太陽観測衛星SOHOの画像によると、異変が生じたのは近日点通過直前の11月28日19時（日本時間）ごろだった。この時刻以降アイソン彗星の光度が低下し始め、そのまま29日1時に遮光板（太陽やその周辺をカメラの視界から遮る板で、直射日光を避けながら太陽周辺の空間を有効に観測するためにSOHOのカメラに設けられている）に隠れて観測視野から消えた。近日点を通過し、遮光板の背後から再び表れた時、アイソン彗星は予想より暗いV字型の尾を伴っていた。尾の形態の分析から、アイソン彗星は遮光板から再び現れた時点で、残骸としては存在するがすでに「彗星活動は完全に終了」した状態、すなわちこれ以上新たな塵を放出しない状態になっていたとみられている。
近日点通過直後に見られた暗い尾は、塵の供給源を失い拡散を続けた。その表面輝度は12月5日時点で天の川の最も明るい部分の5分の1に落ち込むと推定されている。これは「天の川がはっきり見える暗い空でもようやく視認できるかどうかの明るさ」であり、肉眼での観測は期待できない状況となった。
NASA Comet ISON Observing Campaign (CIOC)によると、12月1日時点の光度は8.5等であり、12月5日時点での最新の光度はおよそ11等ほどに低下している。
12月20日、NASAは、12月18日に行われたハッブル宇宙望遠鏡による観測でアイソン彗星の残骸を撮影する事ができなかったと発表した。彗星の破片が160m以上の幅ならば観測限界（25等）以上の明るさになる計算であり、アイソン彗星はそれ以下のサイズに分解してしまったと考えられる。

## 惑星との接近
近日点通過後の12月26日には、地球から6420万km (0.4292AU) のところを通過すると考えられている。ちなみに近日点通過前の2013年10月1日に、火星から1080万km (0.0727AU) のところを通過する。このため、NASAのマーズ・サイエンス・ラボラトリーとマーズ・リコネッサンス・オービター(MRO)が撮影を試みた。MROのカメラであるHiRISEはアイソン彗星の撮影に成功している。

## その他
その軌道の性質から、アイソン彗星はオールトの雲に由来する可能性が高い。発見当初は離心率が1よりわずかながら小さな可能性もあったが、現在では離心率が1を超えた双曲線軌道の可能性がかなり高いと計測されている。すなわち、軌道が変わらなければ今回の接近が太陽系の内側に入り込む最初で最後の機会であり、二度と太陽の近くには戻ってこない。